# Ralph Toledano
Ralph Toledano (nacido el 27 de septiembre de 1951, Casablanca, Marruecos ) es un empresario franco-marroquí. Es presidente de la división de moda del grupo Puig; presidente de la Fédération française de la Couture, du Prêt à Porter des Couturiers et des Créateurs de Mode; y presidente de la Chambre Syndicale de la Haute Couture.

## Premios y Distinciones
Toledano es Caballero de la Legión de Honor (2003) y Oficial de la Ordre National du Mérite (2014).